# 五事新花介
五事新花介（学名：Neocytheromorpha wushihia）为細花介科新花介屬下的一个种。